# Macroglossum belia
Macroglossum belia är en fjärilsart som beskrevs av George Francis Hampson 1892. Macroglossum belia ingår i släktet Macroglossum och familjen svärmare. Inga underarter finns listade i Catalogue of Life.